# Капитал (Букурещ)
Вижте пояснителната страница за други значения на Капитал.
„Капитал“ (на румънски: Capital) е седмично финансово-икономическо списание, издавано в Букурещ, Румъния.
Създадено е през 1990 г. Главен редактор е Юлиан Бортос (Iulian Bortos).
Публикува анализи, проучвания и прогнози, придружени от графики, таблици и снимки. Предлага на своите читатели насоки за техните предприемачески инициативи. Създава и поддържа класацията „300-те най-богати румънци“ (Cei mai bogați români). Тя е последвана от класациите „100-те най-успешни жени“ и „100-те най-големи компании-работодатели“.